# サヨンの鐘
サヨンの鐘（サヨンのかね）は、1938年に起きた事故に関連して台湾台北州蘇澳郡蕃地（現・宜蘭県南澳郷）に設置された鐘、およびその事故のことを歌った渡辺はま子の歌（西條八十作詞、古賀政男作曲）、また、その事故を題材として1943年に封切られた李香蘭主演の松竹映画。

## サヨンの遭難
1938年（昭和13年）、日本統治下の台湾・台北州蘇澳郡蕃地大字リヨヘン社に駐在していた日本人の巡査田北正記に召集令状が届き、出征することとなった。リヨヘン社は台湾原住民族のタイヤル族の村である。
その巡査は村の学校の教師も務めるなど面倒見がよく、村人から慕われていたため、下山する際の荷物運びを村の青年たちが申し出た。17歳の少女サヨン・ハヨン（Sayun Hayun／漢字では莎韻）もその一人だった。一行は悪天候の中出発したが、途中の川に掛かった丸木橋を渡る際、荷物を背負っていたサヨンは足を滑らせて増水した川に落ち、命を落とした。
この話は、出征する恩師を見送るために少女が命を犠牲にした、ということから、台湾先住民宣撫のための格好の愛国美談となって広まり、長谷川清台湾総督によってサヨンを顕彰する鐘と碑が遭難現場付近に建てられた。これが「サヨンの鐘」と「愛國乙女サヨン遭難の碑」である。
「大東亜戦争」勃発後の1943年、山地名の日本色強化政策により、サヨンの故郷・リヨヘンもこの物語により鐘ヶ丘（かねがおか）に改称された。

## 歌
サヨンの遭難の記事を読んで感動し、強く楽曲化を希望したのが当時すでに中国情緒あふれる歌で人気のあった渡辺はま子であり、その希望を入れる形で作られたのが西條八十作詞、古賀政男作曲による歌謡曲「サヨンの鐘」である。この歌は美談とともに広まり、内地外地を問わずヒットした。
「サヨンの鐘」（1941年7月）
作詞：西條八十
作曲：古賀政男
歌：渡辺はま子
この歌は、戦後、編曲された上で、中国語（国語）で歌詞を新たにつけ、「月光小夜曲」として発表されてヒットし、さまざまな歌手に歌われている。また、広東語バージョンとして1967年に「春夢小夜曲」（駱蓉蓉、アルバム『痴心相恋』）1977年に「每當變幻時」（薰妮、アルバム『每當變幻時』）などが発表されている。

## 映画

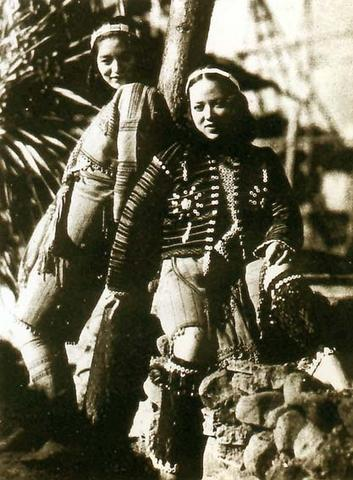
映画『サヨンの鐘』
左から三村秀子、李香蘭（山口淑子）

歌のヒットを受けてさらに映画化が企画された。当初1941年に製作される予定であったが、日米開戦の影響で航海の安全が危ぶまれ、台湾ロケができなくなったため一度中止された（その際、満洲を舞台に代えて製作されたのが『迎春花』である）。当時大陸三部作（「白蘭の歌」、「支那の夜」、「熱砂の誓ひ」）などで人気のあった大スター李香蘭の主演で製作されたこの映画は1943年7月に封切られた。劇中で李香蘭は「サヨンの歌」（「サヨンの鐘」とは別曲。これも西條八十作詞、古賀政男作曲）を歌っている。
なお、前評判に反して興行成績は不調であった。
「サヨンの鐘」（1943年7月1日公開/75分）
製作：松竹、台湾総督府、満洲映画協会
監督：清水宏
出演：李香蘭（山口淑子）、近衛敏明、大山健二
音楽：古賀政男

## 戦後

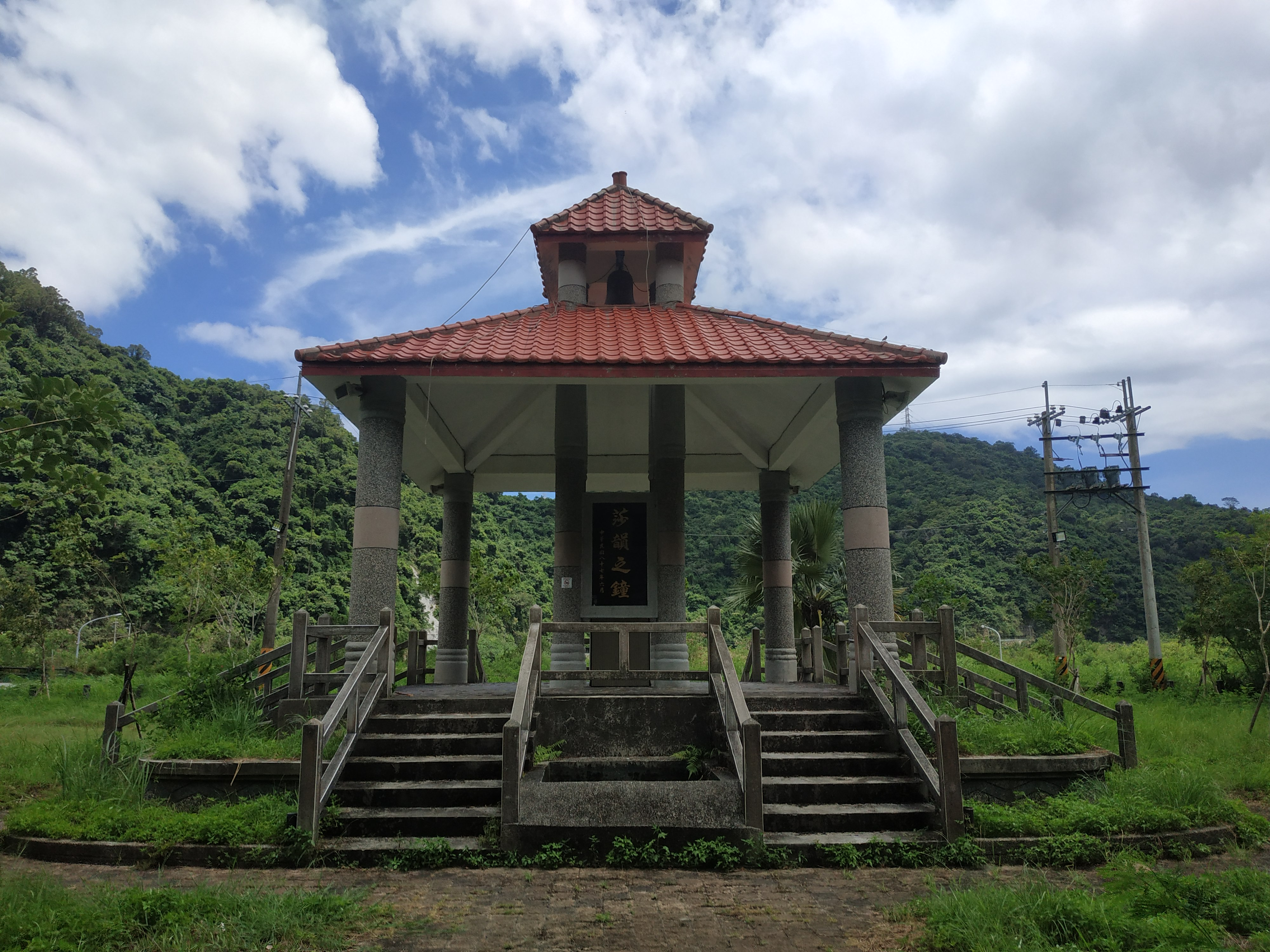
サヨン記念公園

第二次世界大戦後、台湾に移ってきた国民党政権によって、日本の台湾統治の象徴のひとつであるこの鐘は撤去され、碑も碑銘を削った上で廃棄された。その後、台湾の民主化とともに鐘は復元され、碑も、新しい碑と並んで再び建てられている。また、サヨンの住んだ村の付近に架けられた橋には「サヨン橋」という名もつけられている。